# 熱血異能部活譚 Trigger Kiss
『熱血異能部活譚 Trigger Kiss』（ねっけついのうぶかつたん とりがー きす）は、2014年10月2日にオトメイトから発売されたPlayStation Vita用女性向け恋愛アドベンチャーゲーム。

## システム
本作は通常のアドベンチャーゲームとは異なり、主人公の表情や吹き出し、背景効果などといった漫画的要素から適切なものを選択してストーリーを進める仕組みとなっている。

## あらすじ
西暦2083年、秋月高校異能部は全国優勝を果たすも、部員の暴力事件により、優勝資格取り消しおよび2年間の活動禁止を言い渡された。
2年後、異能部主将の神崎梓馬は、校長から全国大会優勝を果たさなければ、異能部を廃部にすると言い渡された。
時を同じくして、千道双葉という2年生が秋月高校に編入。最強の異能者を母に持つ双葉に入ってもらおうと梓馬は入部を持ちかけるも、双葉が大の異能嫌いだということがわかり、部の復興は難航を極めた。

## 登場人物

### 秋月高校
千道双葉（せんどう ふたば）
- 能力：トリガーキス　効能：キスした相手の異能を増幅させる。手をつなぐだけでも軽微ながら強化させることができる。

主人公。母親は最強の異能者だが、自身の異能が暴走して親友を怪我させて以来、異能に対して消極的になっていた。
神崎梓馬（かんざき あずま）
声 - 鳥海浩輔
- 能力：超振動（ヴァイブレーション）　効能：分子振動

異能部主将で、双葉を異能部へ無理やり入れた張本人。青春謳歌に全力を注ぐ熱血漢。
昴大和（すばる やまと）
声 - 野島健児
- 能力：加速（アクセラレート）　効能：一時的に自身の移動スピードを上げる。

異能部副主将。一見すると梓馬とは対照的にクールに見えるが、実際は熱い思いを胸に秘めている。
古賀御門（こが みかど）
声 - 阿部敦
- 能力：電流操作（エレクトロン）

双葉の同級生。
山田万里（やまだ ばんり）
声 - 山下大輝
- 能力：不明　効能：ビーム発射

秋月高校1年で、双葉の後輩となる。異能は後天的意に発露したもので、自分で発動させるのは簡単ではない。中学時代は野球部に所属しており、その時の雰囲気から先輩からの無理難題を断れなくなってしまった。
小早川星司（こばやかわせいじ）
秋月高校異能部前主将。

### 北陽工業高校
千羽瞬平（ちば しゅんぺい）
声 - 杉本ゆう
- 能力：投擲（スローイング）

北陽工業高校1年生で、巌の舎弟。
陸奥巌（むつ いわお）
声 - 佐藤拓也
- 能力：鋼鉄化（アイアンスキン）

北陽工業高校2年生で、梓馬の中学時代の後輩にあたる。かつて不良のたまり場だった異能部を立て直した実績を持ち、異能部の主将を務めている。
山之辺雪彦（やまのべ ゆきひこ）
- 能力:大地（グラウンド）　効能：地面や岩の操作

声 - なし
北陽工業高校2年生。あまりにも無口なため、瞬平の通訳の世話になっている。

### 鎌瀬農業高校
稲野（いなの）
鎌瀬農業高校3年生。いつもサングラスをかけている。
昔農（せきのう）
鎌瀬農業高校3年生。
牛尾（うしお）
鎌瀬農業高校3年生。

### 白楼院大学付属高校
橘明日香（たちばな あすか）
声 - 吉田聖子
- 能力：影潜行（シャドウダイブ）

白楼院大学付属高校異能部副主将を務める3年生。大人びた見た目から教師や顧問に間違われることに呆れている。
葛城宗也（かつらぎ そうや）
声 - 平川大輔
- 能力：影武者（キングズダブル）

白楼院大学付属高校異能部主将を務める男子生徒。紳士的に見えて好戦的。
長船小十郎（ながふね こじゅうろう）
声 - 遠藤大智
- 能力：異能付与（スキルスミス）　効能：自作の武器に他者の異能を付与する

白楼院大学付属高校異能部に所属する3年生。頭にかぶった黒い布と、負傷した左目が特徴。鍛冶屋の跡取り息子で、鍛冶にしか興味を抱かず、戦闘にはあまり興味がない。

### 華陵常磐学院
姫野雅子（ひめの みやこ）
声 - 高橋未奈美
- 能力：重力制御(グラビテーション)

華陵常磐学院生徒会長にして、異能部主将。実家は有名ジャージメーカー。
柾木真一（まさき しんいち）
声 - 江越彬紀
- 能力：座標交換（テレポート）　効能：真二と位置を交換する

雅子の護衛を務める華陵常磐学院2年生。
柾木真二（まさき しんじ）
- 能力：座標交換（テレポート）　効能：真一と位置を交換する

声 - 江越彬紀
雅子の護衛を務める華陵常磐学院2年生。余計なことを言っては雅子の機嫌を損ねることが多い。

### 太平洋異能教導院高校
水瀬小影（みなせ こかげ）
声 - ささきのぞみ
- 能力：『怪力』（パワー）　効能：筋力強化

太平洋異能教導院高校2年。持つ異能はありふれたものだが、ある理由により強力なものになっている。
一条孝我（いちじょう こうが）
声 - 小西克幸
- 能力：『未来予知』（プレコグニクション）　効能：数秒先の未来予知

太平洋異能教導院高校3年にして異能部主将。梓馬と大和のかつての仲間で、暴力事件を機に現在の高校へ転校したという経歴を持つ。
小早川天地（こばやかわ てんち）
声 - 代永翼
- 能力：超振動（ヴァイブレーション）　効能：分子振動による冷却。

太平洋異能教導院高校1年にして異能部副主将で、星司の実弟。兄の起こした事件について調べるべく秋月高校異能部に近づいた。